# Beurteilungsspielraum
In der Rechtswissenschaft wird von einem Beurteilungsspielraum gesprochen, wenn der Gesetzgeber der Exekutive eine eigenständige Entscheidungsfreiheit zugesteht, ob ein Tatbestandsmerkmal einer Rechtsnorm erfüllt ist. Beurteilungsspielräume stehen der Exekutive nur im Ausnahmefall zu. Es bedarf hierzu zunächst eines unbestimmten Rechtsbegriffs; Beispiele für unbestimmte Rechtsbegriffe sind öffentliches Interesse oder Gemeinwohl. Bei der Anwendung solcher Begriffe auf konkrete Fälle kann es mitunter passieren, dass die Frage nach dem Vorliegen des Tatbestandsmerkmals unterschiedlich beurteilt werden kann, sodass verschiedene Auslegungsergebnisse vertretbar erscheinen. In diesen Fällen ist es fraglich, ob ein Gericht vollumfänglich nachprüfen kann, ob die Behörde korrekt entschieden hat oder ob man ihr einen bestimmten Beurteilungsspielraum zuerkennen muss. Sollte letzteres der Fall sein, wäre die Behördenentscheidung gerichtlich nur eingeschränkt überprüfbar. Dies wird im Hinblick auf das Grundrecht auf effektiven Rechtsschutz (Art. 19 Abs. 4 GG) kritisch gesehen.
Beurteilungsspielräume kommen nur auf der sogenannten Tatbestandsebene vor. Die von dem Beurteilungsspielraum zu unterscheidende und grundsätzlich erlaubte Ermessensentscheidung bezieht sich hingegen auf die Rechtsfolgenseite.
Sind Gesetze nur eingeschränkt gerichtlich überprüfbar, spricht man von gesetzgeberischer Einschätzungsprärogative.

## Dogmatische Entstehungsgeschichte
Die Lehre vom Beurteilungsspielraum geht maßgeblich auf einen in der Juristen-Zeitung im Jahr 1955 erschienen Fachartikel des Rechtswissenschaftlers Otto Bachof zurück. Hierin machte es sich der Autor zur Aufgabe, das Problem, wie unbestimmte Rechtsbegriffe verwaltungsgerichtlich zu behandeln sind, auf eine andere Weise zu lösen als es bis dahin üblich war. Bis in die frühen 1950er Jahre wurde allgemein davon ausgegangen, dass bei der Subsumtion unbestimmter Rechtsbegriffe der Verwaltung ein Tatbestandsermessen eingeräumt ist. Die Lehre vom Tatbestandsermessen geriet mit der 1955 durch Bachof entwickelten Theorie vom Beurteilungsspielraum immer stärker in die Kritik und wurde schließlich von ihr verdrängt.

## Anerkannte Fallgruppen
Anerkannt sind behördliche Beurteilungsspielräume von der Rechtsprechung dort, wo besondere Sachkompetenz erforderlich ist, die ein besonders kundiger und prädestinierter Entscheidungsträger bezüglich der Materie hat. Das ist vor allem bei prognostischen Entscheidungen der Fall, also bei Entscheidungen, bei denen komplexe Wertungen und Diagnosen zugrunde gelegt werden müssen wie bei der Bilanzierung im Rahmen der vernünftigen kaufmännischen Beurteilung. Auch Prüfungsentscheidungen und Wertungen von Kommissionen, wie der ehemaligen Bundesprüfstelle für jugendgefährdende Schriften, können in diesen Bereich fallen.

### Prüfungs- und prüfungsähnliche Entscheidungen
Dass Beurteilungsspielräume bei Prüfungsentscheidungen bestehen können, ist durch die Rechtsprechung seit einem Grundsatzurteil des Bundesverwaltungsgerichts aus dem Jahr 1959 höchstrichterlich anerkannt. Das Gericht begründete seine damalige Entscheidung damit, dass Prüfungssituationen nicht wiederholbar seien und für die nachträgliche gerichtliche Kontrolle im Einzelfall der notwendige Vergleich mit den Prüfungsleistungen anderer Kandidaten fehle. Das Gericht prüfte deshalb nur nach, ob Verfahrensvorschriften eingehalten wurden, von einem zutreffenden Sachverhalt ausgegangen worden ist, allgemeine Bewertungsmaßstäbe beachtet wurden und die Prüfer sich nicht von sachfremden Erwägungen haben leiten lassen. Einwände des Prüflings, dass seine Entscheidungen richtig oder zumindest vertretbar seien, wurden hingegen nicht berücksichtigt, gleichgültig ob diese Einwände sachlich korrekt gewesen sein mochten.
Das Bundesverfassungsgericht hat mit zwei im Jahr 1991 ergangenen grundlegenden Urteilen diese sehr weitgehende Beurteilungsermächtigung erheblich eingeschränkt und den Prüfern nur bei „prüfungsspezifischen Bewertungen“ ein Letztentscheidungsrecht zuerkannt. Zu den prüfungsspezifischen Bewertungen zählt man beispielsweise die äußere Form einer schriftlichen Arbeit sowie die Bewertung ihrer sprachlichen und stilistischen Qualitäten. Ob der Prüfling vertretbar argumentiert hat oder zu vertretbaren Ergebnissen gelangt ist und der Prüfer dies zu Unrecht als falsch bewertet hat, ist dagegen voll gerichtlich überprüfbar.
Die gleichen Grundsätze gelten auch für prüfungsähnliche Entscheidungen. Dazu gehört beispielsweise die Einschätzung der Gleichwertigkeit des Ausbildungsstandes nach § 3 Abs. 2 Nr. 1 Bundesärzteordnung (BÄO).

### Beamtenrechtliche Entscheidungen
Bei beamtenrechtlichen Entscheidungen gelten vergleichbare Maßstäbe zur Einschränkung der gerichtlichen Nachprüfbarkeit wie bei Prüfungsentscheidungen. Unter anderem ist dies bei Urteilen über die Versetzung und Beförderung von Beamten der Fall. Begründet wird der Beurteilungsspielraum damit, dass solche Verwaltungsentscheidungen in aller Regel auf einem langjährigen persönlichen Kontakt zwischen dem beurteilenden Vorgesetzten und dem zu beurteilenden Beamten beruhen und damit höchstpersönlich und unvertretbar sind.

### Entscheidungen unabhängiger sachverständiger Gremien
Ein Beurteilungsspielraum wird weiterhin bei Entscheidungen von unabhängigen und sachverständigen Gremien eingeräumt. Erhebliche Aufmerksamkeit in der Literatur hat diesbezüglich ein Fall des Bundesverwaltungsgerichts erhalten, der sich mit der Indizierung jugendgefährdender Schriften auseinandersetzte. Die Bundesprüfstelle für jugendgefährdende Schriften hatte entschieden, dass zwei Hefte einer Illustrierten in die Indizierungsliste aufgenommen werden sollten. Das Bundesverwaltungsgericht räumte 1972 der Prüfstelle dahingehend einen Beurteilungsspielraum mit der Begründung ein, dass es sich um ein nach besonderen Grundsätzen gebildetes vielköpfiges Gremium handle. § 9 Abs. 1 GjS lasse erkennen, dass die Zusammensetzung des Spruchgremiums Fachkenntnisse und Elemente gesellschaftlicher Repräsentanz verbinde. Deren Meinungsbildung sei unvertretbar. Aus diesem Grund sei es widersprüchlich, wenn die Verwaltungsgerichte befugt wären, ihre Entscheidung anstelle der Entscheidung der Prüfstelle zu setzen. Nach Stand der Rechtsprechung des Bundesverwaltungsgerichts von 2019 steht der nunmehr als Bundesprüfstelle für jugendgefährdende Medien bezeichneten Behörde allerdings keinerlei Beurteilungsspielraum mehr zu.

### Prognose- und Risikoentscheidungen
Eine weitere Fallgruppe betrifft Prognose- und Risikoentscheidungen. Verwaltungsbehörden müssen vielfach Prognosen
treffen, so zum Beispiel im Planungs-, Umwelt- und Wirtschaftsverwaltungsrecht. Oft muss dabei nach anerkannten Erfahrungssätzen ein Wahrscheinlichkeitsurteil ex ante gefällt werden, auch wenn offen ist, welche Richtung und welchen Ausgang der zu beurteilende Fall
nimmt. Dieser Umstand stellt die Rechtsprechung bei der Kontrolle derartiger behördlicher Prognosen vor außerordentliche Schwierigkeiten. Aus diesem Grund wird der Verwaltung diesbezüglich ein Beurteilungsspielraum eingeräumt. Allerdings reicht ein prognostischer Einschlag einer Rechtsnorm allein noch nicht aus. Es müssen vielmehr noch zusätzliche Kriterien vorhanden sein. Als Beispiel ist eine vom Bundesverwaltungsgericht entschiedene Anfechtungsklage gegen die Teilgenehmigung zum Bau eines Kernkraftwerks zu nennen. Über die Frage, ob eine erforderliche Vorsorge gegen Schäden durch die Errichtung einer Atomanlage getroffen worden ist (§ 7 Abs. 2 Nr. 3 AtG), hat das Gericht der Genehmigungsbehörde in diesem Fall einen Beurteilungsspielraum eingeräumt.

### Entscheidungen verwaltungspolitischer Art
Möglich sind auch Beurteilungsspielräume bei Entscheidungen verwaltungspolitischer Art. Exemplarisch hierfür ist die Entscheidung eines Bundesministers der Verteidigung über die Zulassung militärischer Flüge unterhalb der in der Luftverkehrsordnung vorgeschriebenen Sicherheitsmindesthöhe. Das Gericht prüfte in dem Fall lediglich, ob der Minister von einem zutreffenden Sachverhalt ausgegangen ist, er den durch § 30 Abs. 1 Satz 3 LuftVG bestimmten Rahmen erkannt hat und er sich von sachgerechten Erwägungen hat leiten lassen. Denn in diesem Fall handle der Minister im Rahmen des Art. 87 Abs. 1 Satz 1 GG weitgehend nach politischen Erwägungen und in eigener Verantwortung.